# بغلان مرکزی
بغلانِ مرکزی یا بغلانِ جدید شهری در شمال افغانستان و مرکز ولسوالی بغلان جدید است که در ولایت بغلان واقع شده‌است. این شهر در سال ۲۰۲۱ میلادی ۱۰۸٬۴۴۹ نفر جمعیت دارد. بغلان جدید در سال ۱۹۳۷ توسط امیر شیرعلی خان پادشاه افغانستان بنیاد نهاده شد و مرکز ولایت بغلان از شهر خان‌آباد به این شهر منتقل شد.